# So Lucky (cântec de Zdob și Zdub)
„So Lucky” este un cântec interpretat de formația Zdob și Zdub care au reprezentat țara la Concursul Muzical Eurovision 2011 din Düsseldorf, Germania. Cântecul s-a clasat pe locul 12, acumulând un total de 97 puncte.

## Performanțe
| Clasament (2011) | Poziția maximă |
| ---------------- | -------------- |
| UK Singles Chart | 153            |